# Cap Horn (Comic)
Cap Horn ist ein frankobelgischer Comic aus dem Genre historischer Abenteuer.

## Handlung
Wir schreiben das Jahr 1892. Es ist die Zeit des Goldrauschs in Feuerland. Die Hauptperson der Geschichte, der angebliche Schweizer Bürger Johannes Orth, flieht mit zwei Kumpanen und 50 Kilo Gold von der Halbinsel El Páramo. Sie werden von der Miliz des „Königs von Paramo“ Julius Popper verfolgt, der dort die Gold-Schürfrechte erwarb und mit dem Reichtum versuchte, einen eigenen Staat aufzubauen. Auf ihrer Flucht kreuzen sie den Weg vieler Menschen mit ihren eigenen Schicksalen. Sie begegnen einem US-amerikanischen Kapitän, der mit einer Schaluppe die Welt umsegelt, Missionaren, Ärzten, Forschern, Militärs – und den Yámana und anderen Stämmen der indianischen Urbevölkerung, die in dieser Zeit ausgerottet wurde. Sie erreichen den Weiler Ushuaia mit seiner Missionsstation und gelangen später nach Punta Arenas. Die Handlung endet im vierten Band mit dem historisch dokumentierten Tod von Julio Popper in 1893 in der argentinischen Hauptstadt Buenos Aires, der hier der argentinischen Regierung zugeschrieben wird, die einen unbequemen Warlord aus dem Weg räumt. Johannes Orth kann der argentinischen Geheimpolizei entkommen. Orth, der eigentlich ein bulgarischer Prinz war, der die autoritäre und imperialistische Politik der österreichisch-ungarischen Monarchie beenden wollte und nach dem Tod seines Cousins und Mitverschwörers Rudolf von Österreich-Ungarn aus Europa fliehen musste, zieht sich schließlich als Rancher in ein entlegenes Gebiet zurück.

## Bedeutung
Texter Christian Perrissin und Zeichner Enea Riboldi schufen einen Abenteuercomic in der Tradition des Genre-Klassikers Leutnant Blueberry: relativ sorgfältig recherchierte historische Szenarien, Outlaws und Rebellen, Schätze und gelegentliche Schlachten, eine realistische bis resignierte Sicht auf menschliche Machtkämpfe (wobei aber viele der „Bösen“ auf die eine oder andere Weise ums Leben kommen), eine Hauptperson mit Sympathien für die vor der Vernichtung stehende Urbevölkerung sowie die eine oder andere eingestreute Liebesgeschichte, dazu einige historisch verbürgte Personen. Das ganze umgesetzt mit einem realistischen, streckenweise fast dokumentarischen Zeichenstil. Damit erkunden sie mit dem Feuerland erstmals eine von Comics bislang unbeachtete Region. Die vier Bände wurden zumindest in die englische und deutsche Sprache übersetzt.

## Veröffentlichungen
- La Baie tournée vers l’Est, Les Humanoides Associeés, 2005, ISBN 2-7316-1733-0.
  - Die gen Osten gewandte Bucht, Mosaik Verlag 2010, ISBN 978-3-941815-36-0
- Dans le sillage des cormorans, Les Humanoides Associeés 2009, ISBN 978-2-7316-1820-4
  - Im Kielwasser der Kormorane, Mosaik Verlag 2010, ISBN 978-3-941815-40-7
- L’Ange noir du Paramo, Les Humanoides Associeés 2011, ISBN 978-2-7316-2354-3
  - Der schwarze Engel von Paramo, Mosaik Verlag 2012, ISBN 978-3-86462-009-6
- Le Prince de l’âme, Les Humanoides Associeés 2013, ISBN 978-2-7316-7243-5
  - Der Prinz der Seele, Finix 2015, ISBN 978-3-945270-22-6